# Позориште у 6 и 5
„Позориште у 6 и 5” је југословенска телевизијска серија снимљена 1964. године у продукцији Телевизије Београд.

## Улоге
| Глумац                     | Улога |
| -------------------------- | ----- |
| Миодраг Радовановић        | Мргуд |
| Вишња Самоуковић           | Вишња |
| Љубиша Бачић               |       |
| Вишња Ђорђевић             |       |
| Капиталина Ерић            |       |
| Никола Милић               |       |
| Ружица Сокић               |       |
| Властимир Ђуза Стојиљковић |       |

Комплетна ТВ екипа ▼
| Редитељ          | Небојша Комадина  |             |
| Редитељ          | Здравко Шотра     |             |
| Сценариста       | Душица Манојловић |             |
| Одсек за монтажу | Драган Самац      | видеомиксер |